# Aonia Planum
L'Aonia Planum è una struttura geologica della superficie di Marte.